# Хардиман, Олинка
Олинка Хардиман (фр. Olinka Hardiman), урождённая Ольга Рихтер (фр. Olga Richter; род. 16 января 1960, департамент Вар) — французская порноактриса.

## Биография
Родилась в немецко-польской семье. Карьеру порноактрисы начала в 1980 году, снявшись в фильме «Emmanuelle Goes to Cannes». В 1981 году снялась в фильме «L’amour aux sports d’hiver», ознаменовавший её прорыв в европейский хардкор.
Почти сразу продюсеры сделали акцент на сходстве Олинки с Мэрилин Монро. В нескольких фильмах её героинь звали Мэрилин, и это имя присутствовало в названиях фильмов (а в ФРГ подобным образом были переименованы несколько фильмов — даже те, где героиня Олинки носила другое имя). Благодаря этому фильмам Олинки удалось закрепиться и на американском рынке. Но сама она неизменно заявляла, что является самоценной фигурой, и рассматривать её как копию Мэрилин не следует.
В 1986 году впервые сыграла в фильме, не относящемуся к жанру порно — драме «Ай Лав Ю», номинировавшейся на «Золотую пальмовую ветвь» Каннского кинофестиваля того же года. В 1988 году появилась в хорроре «Delirio di sangue», а в 1991 году — в вестерне категории «Б» «Dark Rider». Ни один из этих фильмов коммерческого успеха не имел.
В 1992 году покинула кинематограф.
Проживает в Париже.

## Избранная фильмография
- 1979. Кровная связь (снятые с Хардиман эпизоды в фильм не вошли)
- 1980. Emmanuelle Goes to Cannes.
- 1981. L’amour aux sports d’hiver.
- 1981. Dans la chaleur de St-Tropez.
- 1981. Mélodie pour Manuella.
- 1981. Les Nuits de Marilyn.
- 1981. Sechs Schwedinnen auf Ibiza.
- 1982. Marilyn, mon amour.
- 1982. Prison très spéciale pour femmes.
- 1982. Sarabande porno.
- 1983. La Corrida charnelle.
- 1983. Neiges brûlantes.
- 1983. Rosalie se découvre.
- 1984. L’été les petites culottes s’envolent.
- 1984. Exzesse in der Schönheitsfarm.
- 1985. Inside Marilyn.
- 1986. I Love You.
- 1988. Delirio di sangue.
- 1991. Dark Rider.